# Виноградненська сільська рада (Болградський район)
Виногра́дненська сільська́ ра́да — колишня  адміністративно-територіальна одиниця та орган місцевого самоврядування в Болградському районі Одеської області. Адміністративний центр — село Виноградне.

## Загальні відомості
Виноградненська сільська рада утворена в 1945 році.
14 листопада 1945 року було перейменовано село Гасан-Батир Новоіванівського району на село Виноградне і Гасан-Батирську сільраду — на Виноградненську.
- Територія ради: 73,83 км²
- Населення ради: 2 144 особи (станом на 2001 рік)
- Територією ради протікає річка Малий Котлабух

## Населені пункти
Сільській раді були підпорядковані населені пункти:
- с. Виноградне

## Населення
Згідно з переписом 1989 року населення сільської ради становило 2416 осіб, з яких 1170 чоловіків та 1246 жінок.
За переписом населення 2001 року в селі мешкали 2054 особи.

### Мова
Розподіл населення за рідною мовою за даними перепису 2001 року:
| Мова       | Відсоток |
| ---------- | -------- |
| болгарська | 94,78 %  |
| українська | 1,87 %   |
| російська  | 1,73 %   |
| гагаузька  | 0,93 %   |
| молдовська | 0,51 %   |
| циганська  | 0,05 %   |

## Склад ради
Рада складалася з 18 депутатів та голови.
- Голова ради: Михайлов Іван Васильович
- Секретар ради: Нєдова Тетяна Григорівна

### Керівний склад попередніх скликань
| Прізвище, ім'я, по батькові | Основні відомості                                                                       | Дата обрання | Дата звільнення |
| --------------------------- | --------------------------------------------------------------------------------------- | ------------ | --------------- |
| Михайлов Іван Васильович    | Сільський голова, 1966 року народження, освіта вища, член Соціалістичної партії України | 26.03.2006   | 31.10.2010      |
| Михайлов Іван Васильович    | Сільський голова, 1966 року народження, освіта вища, член Партії регіонів               | 31.10.2010   |                 |

Примітка: таблиця складена за даними сайту Верховної Ради України

### Депутати
За результатами місцевих виборів 2010 року депутатами ради стали:

#### За суб'єктами висування
| Суб'єкт висування                                       | Кількість обраних депутатів | %    |
| ------------------------------------------------------- | --------------------------- | ---- |
| Партія регіонів                                         | 12                          | 66,7 |
| Самовисування                                           | 3                           | 16,7 |
| Народна партія                                          | 1                           | 5,6  |
| Політична партія Всеукраїнське об'єднання «Батьківщина» | 1                           | 5,6  |
| Політична партія «Сильна Україна»                       | 1                           | 5,6  |

#### За округами
| № округу                                                | Прізвище, ім'я, по батькові   | Дата визнання обраним | Освіта  | Партійна приналежність                        | Відомості про обраного депутата                       |
| ------------------------------------------------------- | ----------------------------- | --------------------- | ------- | --------------------------------------------- | ----------------------------------------------------- |
| Народна Партія                                          |                               |                       |         |                                               |                                                       |
| 5                                                       | Вельчев Дмитро Іванович       | 03.11.2010            | вища    | член Народної партії                          | приватне підприємство, механік                        |
| Партія регіонів                                         |                               |                       |         |                                               |                                                       |
| 2                                                       | Остров Володимир Ілліч        | 03.11.2010            | вища    | член Партії регіонів                          | Виноградненська загальноосвітня школа, вчитель        |
| 3                                                       | Дімов Михайло Михайлович      | 03.11.2010            | середня | член Партії регіонів                          | Виноградненська пожежна частина, водій                |
| 4                                                       | Терзі Семен Дмитрович         | 03.11.2010            | вища    | член Партії регіонів                          | Виноградненська сільська лікарняна амбулаторія, лікар |
| 6                                                       | Нєдова Тетяна Гриворівна      | 03.11.2010            | середня | член Партії регіонів                          | Виноградненська сільська рада, секретар               |
| 7                                                       | Дечев Дмитро Дмитрович        | 03.11.2010            | вища    | член Партії регіонів                          | тимчасово не працює                                   |
| 9                                                       | Дімітров Іван Георгійович     | 03.11.2010            | середня | позапартійний                                 | приватний підприємець                                 |
| 10                                                      | Георгієв Микола Дмитрович     | 03.11.2010            | вища    | член Партії регіонів                          | Виноградненський будинок культури, директор           |
| 11                                                      | Дімітров Андрій Степанович    | 03.11.2010            | вища    | член Партії регіонів                          | приватне підприємство, головний інженер               |
| 13                                                      | Постолов Микола Радіонович    | 03.11.2010            | вища    | член Партії регіонів                          | тимчасово не працює                                   |
| 14                                                      | Демирова Олена Василівна      | 03.11.2010            | середня | член Партії регіонів                          | приватне підприємство, робітниця                      |
| 16                                                      | Ніколов Микола Степанович     | 03.11.2010            | вища    | позапартійний                                 | пенсіонер                                             |
| 18                                                      | Ніколов Федір Ілліч           | 03.11.2010            | вища    | член Партії регіонів                          | Виноградненська сільська рада, землевпорядник         |
| Політична партія Всеукраїнське об'єднання «Батьківщина» |                               |                       |         |                                               |                                                       |
| 8                                                       | Гайдаржи Валентина Дмитрівна  | 03.11.2010            | середня | член Всеукраїнського об'єднання «Батьківщина» | Виноградненська загальноосвітня школа, техпрацівник   |
| Політична партія «Сильна Україна»                       |                               |                       |         |                                               |                                                       |
| 17                                                      | Дімова Жанна Олександрівна    | 03.11.2010            | вища    | член Політичної партії «Сильна Україна»       | Виноградненська сільська бібліотека, бібліотекар      |
| Самовисування                                           |                               |                       |         |                                               |                                                       |
| 1                                                       | Діордієва Світлана Степанівна | 03.11.2010            | вища    | член Народної партії                          | приватне підприємство, головний бухгалтер             |
| 12                                                      | Велєва Зінаїда Іванівна       | 03.11.2010            | вища    | позапартійна                                  | Виноградненська загальноосвітня школа, вчитель        |
| 15                                                      | Кондар Віктор Георгійович     | 03.11.2010            | середня | позапартійний                                 | тимчасово не працює                                   |